# Rejon krasnosłobodski
Rejon krasnosłobodski (ros. Краснослободский район, erzja Якстерекуро буе, moksza Ошень аймак) – jednostka administracyjna wchodząca w skład Republiki Mordowii w Rosji.
Na rozległych terenach zalewowych Mokszy i Siwinia znajduje się kilkadziesiąt małych jezior i kanałów oraz kilka rezerwatów przyrody. Centrum administracyjnym jest miasto Krasnosłobodsk, a w granicach rejonu usytuowane są m.in. wsie: Gumny, Jefajewo, Kołopino, Krasna Podgora, Kulikowo, Mordowskie Parki, Nowa Karga, Siwiń, Słobodskie Dubrowki, Stare Goriaszi, Stare Zubariewo, Stara Riabka, Stare Sindrowo, Sieliszczi.